# 三重タイムズ
三重タイムズ（みえタイムズ）は、三重県津市に本社を置く三重タイムズ社が発行する週刊新聞である。1988年4月2日、第三種郵便物認可。